# Лав Виготски
Лав Семјонович Виготски (рус. Лев Семёнович Выготский; Орша, 17. новембар 1896 — Москва, 11. јун 1934) био је совјетски психолог, оснивач марксистичке истраживачке традиције проучавања виших психолошких функција и изградње авангардне футуристичке науке о „новом човеку“ (критичари указују на сличност „новог човека“ и „надчовека“ код Фридриха Ничеа и Лава Троцког) комунистичке будућности (алтернативно названа „виша психологија“) и нова психолошка теорија свести.
Своју каријеру започео је као студент Правног факултета у Москви, студирајући упоредо на историјско-филолошком факултету Универзитета Шањавског. Писао је позоришне критике, иступао на семинарима из политичке економије и водио кружок историје за ученице старијих разреда. Иако студент права, негде око 1924. године прелази на научну психологију, разматрајући проблем анализе психологије читаоца. У књижевности га је занимала ауторова личност, његова замисао, објективна усмереност дела, њен морални и социјално-политички смисао. Годину дана касније је у једном од својих радова поставио питање о нужности конкретно-психолошког проучавања свести као конкретне психолошке реалности.
У психологију је увео дијалектички метод, посебно разрађујући свој историјско-генетички метод. Виготски је створио психолошка традицију познату од критичких списа тридесетих година 20. века као „културно-историјска психологија“ (или, другим речима, културно-историјска теорија у психологији). Аутор је многих књижевних публикација, радова о педологији и когнитивном развоју детета. Око себе је ујединио тим истраживача познат као „круг Виготски-Лурија” (познат и као „круг Виготски”).
Виготски је умро у својој 37. години од туберкулозе. Иако се релативно кратко бавио психологијом, његова теорија је постала врло позната и остварила је велик утицај на касније научнике.

## Биографски подаци
Лав Вигодски (променио је правопис свог имена раних 1920-их у Виготски) рођен је у граду Орша, Белорусија (која је тада припадала Руској Империји) у нерелигиозној породици средње класе руског јеврејског порекла. Његов отац Симка Вигодски је био банкар.
Виготски је одрастао у граду Гомељу, где је школован код куће до 1911, а затим је стекао формалну диплому са одликом у приватној јеврејској гимназији, што му је омогућило упис на универзитет. Године 1913. Виготски је примљен на Московски универзитет само гласањем путем „Јеврејске лутрије“: у то време је квота јеврејских студената била три процента за упис на универзитете у Москви и Санкт Петербургу. Био је заинтересован за хуманистичке и друштвене науке, али се на инсистирање родитеља пријавио на медицински факултет на Московском универзитету. Током првог семестра студија прелази на Правни факултет. Паралелно, похађао је предавања на Универзитету Шанијавски. Рана интересовања Виготског су била уметност и, пре свега, теме историје јеврејског народа, традиције, културе и јеврејског идентитета.
Јануара 1924. Виготски је учествовао на Другом сверуском психонеуролошком конгресу у Петрограду (убрзо након тога преименован у Лењинград). После Конгреса, Виготски се састао са Александром Луријом и уз његову помоћ добио позив да постане научни сарадник на Психолошком институту у Москви који је био под управом Константина Корнилова. Виготски се преселио у Москву са својом новом супругом Розом Смеховом. Каријеру је започео на Психолошком институту као „научни радник друге класе“. Постао је и средњи наставник, покривајући период обележен његовим интересовањем за процесе учења и улогу језика у учењу.
До краја 1925. Виготски је завршио своју дисертацију под насловом „Психологија уметности“, која је објављена тек 1960-их, и књигу под називом „Педагошка психологија“, која је настала на основу белешки са предавања које је припремио у Гомељу. док је био инструктор психологије у локалним образовним установама. У лето 1925. имао је своје прво и једино путовање у иностранство на Лондонски конгрес о образовању глувих. По повратку у Совјетски Савез, хоспитализован је због туберкулозе и остао је инвалид и без посла до краја 1926. године. Његова дисертација је прихваћена као предуслов за научну диплому, коју је Виготски добио у јесен 1925. у одсуству.

## Преглед научне оставштине
Упркос његовој тврдњи о „новој психологији“ коју је предвидео као „науку о Супермену“ комунистичке будућности, главно дело Виготског било је у развојној психологији. Да би се у потпуности разумео људски ум, он је веровао да се мора разумети његова генеза. Сходно томе, већина његовог рада укључивала је проучавање понашања дојенчади и деце, као и развој усвајања језика (попут значаја показивања и унутрашњег говора) и развој концепата; сада се то обично назива шемама.

## Дела
Већина дела Лава Виготског дуго није штампана у Совјетском Савезу. Тек се четрдесет година после смрти бележи се успех и јача његов утицај. 
Његова најзначајнија дела су:
- Основи дефектологије, постх. 1986, превод 1987
- Психологија уметности, 1925. (штампана први пут 1968), превод 1975
- Проблеми културног развитка детета 1928.
- Психолошке лекције, 1932.
- Мишљење и говор, 1934, превод 1977
- „Библиографический указатель трудов Л”.Потпуна библиографија Л. С. Виготског]